# 溧陽公主
溧陽公主（りつようこうしゅ）は、南朝梁の公主。簡文帝蕭綱の娘。母は范淑妃。

## 経歴
溧陽公主は美人として有名で、晩唐の政治家李商隠の詩にも詠まれている。祖父である梁の武帝からも可愛がられていた。
太清3年（549年）、侯景の乱によって首都の建康が陥落すると、侯景は蕭綱（簡文帝）を皇帝に擁立した。その際に侯景は、14歳だった溧陽公主に無理やり迫って自分の妻とした。なお、侯景は他にも、宿敵羊侃の娘の羊氏や、簡文帝の従兄の蕭正徳の娘を妾としている。
侯景の軍師の王偉は、侯景が酒色に耽って政務を顧みなくなった原因として溧陽公主の美貌を挙げ、諫言を行った。一方で溧陽公主も、侯景に王偉の悪口を言った。王偉は不安を覚え、侯景に簡文帝の弑殺を扇動した。大宝2年（551年）、簡文帝が侯景に殺害された。
承聖元年（552年）、今度は侯景が蕭繹の軍に敗れて、部下に殺害された。侯景の死体が市に曝されると、民衆は恨みを晴らすため侯景の肉を膾として食べた。そして、溧陽公主も侯景の膾を食べた。その後の溧陽公主の事跡は伝わっていない。

## 伝記資料
- 『梁書』
- 『隋書』巻13 志第8
- 『南史』巻8 梁本紀下第8
- 『南史』巻80 列伝第70